# Boronkay Péter (paratriatlonista)
Boronkay Péter (Kecskemét, 1981. június 26. –) kétszeres világbajnok, háromszoros Európa-bajnok magyar paratriatlonista.

## Pályafutása
6-7 évesen kezdett úszni, később vízilabdázott, majd visszatért az úszáshoz. 2004 óta foglalkozik triatlonnal. A Szegedi Tudományegyetemen diplomázott Szociális munka szakon, majd visszatért Kecskemétre dolgozni, egy speciális iskola testnevelő tanáraként. Az utóbbi években kategóriájának kétszeres világ- és háromszoros Európa-bajnoka lett, Magyarországon többször is az ép sportolókkal együtt készült és versenyzett.

## Eredményei
- Paraúszás: többszörös magyar bajnok
- Paratriatlon világbajnokság 2007., Hamburg: negyedik hely
- Paratriatlon Európa-bajnokság 2008., Lisszabon: bajnok
- Paratriatlon világbajnokság 2008., Vancouver: ezüstérem
- Paraduatlon Európa-bajnokság 2009., Budapest: ezüstérem
- Paratriatlon Európa-bajnokság 2009., Holten: bajnok
- Paratriatlon világbajnokság 2009., Gold Coast: bajnok
- Paratriatlon Európa-bajnokság 2010., Athlone: bajnok
- Paratriatlon világbajnokság 2010., Budapest: bajnok
- Paratriatlon Európa-bajnokság 2011., Pontevedra: bajnok
- Paratriatlon világbajnokság 2011., Peking: bronzérem
- Paratriatlon Európa-bajnokság 2012., Eilat: ezüstérem

## Díjai
- Bács-Kiskun megye "Az Év Sportolója" 2007
- Kecskemét Megyei Jogú Város "Az Év Sportolója" 2008, 2009
- Magyar Köztársaság "Magyar Sportért" emlékérem bronz fokozata 2009
- Sportért Felelős Miniszteri Elismerő Oklevél 2009
- Bács-Kiskun megyei PRÍMA PRIMISSIMA Díj jelölt 2009

## Külső hivatkozások
- Hivatalos oldal
- Interjú a triathlon.org-on